# Michiel Huisman

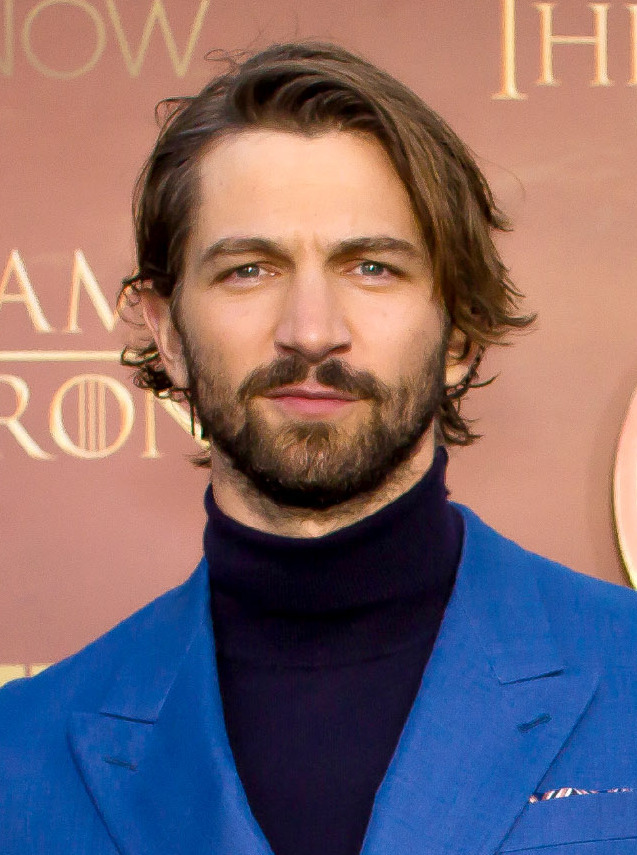
Michiel Huisman (2015)

Michiel Huisman (* 18. Juli 1981 in Amstelveen, Nordholland) ist ein niederländischer Schauspieler.

## Leben
Michiel Huisman wurde in Amstelveen, nahe der Hauptstadt Amsterdam, geboren. Mit zehn Jahren begann er das Schauspielern. In den Niederlanden war er ein Mitglied der Band Fontaine, die unter anderem die Filmmusik zu dem niederländischen Film Costa! einspielte. Huisman selbst übernahm im genannten Film eine der Hauptrollen. Später löste sich die Band auf. Danach spielte Huisman vorwiegend in vereinzelten Episoden verschiedener Fernsehserien und kleineren Filmproduktionen mit. Für diese Arbeit wurde er mehrfach für Preise nominiert und ausgezeichnet.
2006 übernahm Huisman eine Rolle in dem Filmdrama Black Book, wo er unter anderem neben der befreundeten Schauspielkollegin Carice van Houten zu sehen war. 2009 trat er in der BBC-Produktion Margot in der Rolle des sowjetischen Tänzers Rudolf Chametowitsch Nurejew auf. Im selben Jahr stellte er in dem Historienfilm Victoria, die junge Königin den deutschen Adligen Ernst II. von Sachsen-Coburg dar. 
Mit einer wiederkehrenden Rolle als Sonny in der HBO-Serie Treme, die Huisman von 2010 bis 2013 spielte, etablierte er sich im amerikanischen Fernsehen. Es folgten Auftritte in Nashville (2012 bis 2014) und Orphan Black (2014 bis 2015). Von der vierten bis zur sechsten Staffel der HBO-Fantasyserie Game of Thrones spielte er die Rolle des Söldners Daario Naharis, die in der dritten von Ed Skrein verkörpert worden war. Huisman spielte zudem in mehreren Hollywoodfilmen mit, darunter Nebenrollen in World War Z (2013) und Der große Trip – Wild (2014) sowie eine Hauptrolle neben Blake Lively in Für immer Adaline (2015).
Michiel Huisman ist seit 2008 mit Tara Elders verheiratet und Vater einer Tochter (* 2007). Gemeinsam leben sie in New Orleans, dem Drehort von Treme.

## Filmografie
- 1995: Voor hete vuren (Fernsehserie)
- 1998: Goede tijden, slechte tijden (Seifenoper)
- 1998: Kees & Co. (Fernsehserie)
- 1999: Suzy Q (Fernsehfilm)
- 1999–2002: Spangen (Fernsehserie)
- 2001: Dok 12 (Fernsehserie)
- 2001: Costa!
- 2001: Uitgesloten (Fernsehfilm)
- 2001: Costa! (Fernsehserie)
- 2002: Exit (Werbespot)
- 2002: Full Moon Party
- 2003: Phileine Says Sorry
- 2004: Floris
- 2005: Meiden van de Wit (Fernsehserie)
- 2005: Johan
- 2006: Dalziel and Pascoe  (Fernsehserie)
- 2006: Black Book
- 2006: ’t Schaep Met De 5 Pooten (Fernsehserie)
- 2007: Funny Dewdrop (Kurzfilm)
- 2007–2010: De co-assistent (Fernsehserie)
- 2009: Unmade Beds
- 2009: Victoria, die junge Königin (Young Victoria)
- 2009: Winterland
- 2009: Margot (Fernsehfilm)
- 2010: First Mission
- 2010: Bloedverwanten (Fernsehserie)
- 2010–2013: Treme (Fernsehserie, 35 Episoden)
- 2012–2014: Nashville (Fernsehserie, 13 Episoden)
- 2013: World War Z
- 2013: The Woman in the Dress (Kurzfilm)
- 2014: Der große Trip – Wild (Wild)
- 2014–2015: Orphan Black (Fernsehserie, 6 Episoden)
- 2014–2016: Game of Thrones (Fernsehserie, 18 Episoden)
- 2015: Für immer Adaline (The Age of Adaline)
- 2015: The Invitation
- 2016: Harley & the Davidsons – Legende auf zwei Rädern (Harley and the Davidsons, Fernsehserie, 3 Episoden)
- 2017: Der Offizier: Liebe in Zeiten des Krieges (The Ottoman Lieutenant)
- 2017: 2:22
- 2018: Deine Juliet (The Guernsey Literary and Potato Peel Pie Society)
- 2018: Spuk in Hill House (The Haunting of Hill House, Fernsehserie, 10 Episoden)
- 2018: Unersetzlich (Irreplaceable You)
- 2019: The Red Sea Diving Resort
- 2019: The Other Lamb
- 2020: The Flight Attendant (Fernsehserie, 8 Episoden)
- 2021: Kate
- 2021: Ein Junge namens Weihnachten (A Boy Called Christmas)
- 2023: Rebel Moon – Teil 1: Kind des Feuers (Rebel Moon – Part One: A Child of Fire)
- 2024: Rebel Moon – Teil 2: Die Narbenmacherin (Rebel Moon – Part Two: The Scargiver)